# Johannes Neubauer
Johannes Neubauer (* 23. November 2000 in Edinburgh, Schottland) ist ein deutscher Leichtgewichts-Ruderer.
Er rudert für den 1914 gegründeten Neusser Ruderverein. Sein bisheriger Karrierehöhepunkt war die Bronzemedaille bei den U23-Europameisterschaften 2019 in Ioannina im Leichtgewichts-Zweier ohne Steuermann mit seinem Partner Benjamin Nelles. 2019 war er zusammen mit Benjamin Nelles, Julius Wagner und Henning Sproßmann deutscher Meister im Leichtgewichts-Vierer ohne Steuermann. Des Weiteren war er im Vierer und im Achter deutscher Meister im Juniorenbereich.